# Perilla frutescens
Perilla frutescens, thường được gọi là tía tô xanh để phân biệt với tía tô Việt Nam, là một loài thuộc chi Tía tô trong họ Hoa môi. Nó là thực vật hàng năm bản địa của vùng Đông Nam Á, sơn nguyên Ấn Độ, và được trồng phổ biến ở bán đảo Triều Tiên, Nhật Bản, Hoa Nam và Ấn Độ. Một thứ khác của cây này, P. frutescens var. crispa hay "tía tô", được sử dụng rộng rãi ở Việt Nam và nhiều nơi khác.

## Tên gọi
Giống như các cây khác trong chi Tía tô, cây này cũng được gọi bằng cái tên "tía tô". Nó còn thường được gọi là "tía tô xanh" do lá có màu xanh, khác với loài tía tô có màu tím ở Việt Nam. Đôi khi nó cũng được gọi là "tía tô Hàn Quốc" hay "tía tô Nhật Bản" được trồng và sử dụng rộng rãi ở Hàn Quốc và Nhật Bản. Trong tiếng Hàn, cái tên "kkae" (깨) dùng để chỉ cả phần cây và phần hạt của cây vừng và cây tía tô. Vừng được gọi là "chamkkae" (참깨; nghĩa đen: "kkae thật"), trong khi đó tía tô được gọi là "deulkkae" (들깨; nghĩa đen: "kkae dại"). Chính vì thế mà "deulkkae" thường bị dịch nhầm thành "vừng dại". Loài này được gọi là "egoma" (荏胡麻 (Nhẫm Hồ Ma)/ エゴマ) trong tiếng Nhật, hay còn được gọi là là "jūnen" (十年 (Thập Niên)/ ジュウネン  "mười năm") ở vùng Đông Bắc với ý nghĩa nó có thể thêm từng ấy năm vào tuổi thọ của người ăn nó. Ở Trung Quốc nó được gọi là "zĭsū" (tiếng Trung phồn thể: 紫蘇; tiếng Trung giản thể: 紫苏; Hán Việt: Tử tô).

## Các đơn vị phân loài nhỏ hơn
Perilla frutescens có ba thứ được biết đến.
- P. frutescens (var. frutescens) – được gọi là deulkkae, tía tô xanh, lá và hoa màu xanh.
- P. frutescens var. crispa – được gọi là shiso (tiếng Nhật) hoặc tía tô (Việt Nam), lá và hoa màu tím.
- P. frutescens var. hirtella

## Miêu tả

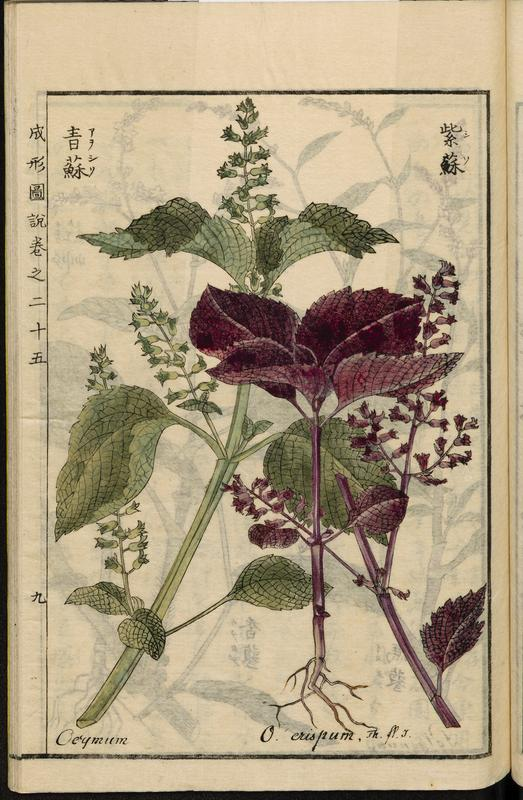
Perilla frutescens (L.) Britton từ bách khoa toàn thư nông nghiệp Nhật Bản Seikei Zusetsu

Tía tô xanh là cây hàng năm, cao từ 60–90 xentimét (24–35 in), thân cây hình vuông và có lông..
Lá cây mọc theo kiểu đối nhau, dài từ 7–12 xentimét (2,8–4,7 in) và rộng từ 5–8 xentimét (2,0–3,1 in), hình oval rộng, đầu nhọn, viền lá hình răng cưa, và cuống lá dài. Lá cây màu xanh lục và có một chút sắc tím ở mặt dưới.
Hoa mọc theo chùm ở ngọn cành và ngọn thân chính vào tháng Tám và tháng Chín. Đài hoa, dài 3–4 milimét (0,12–0,16 in), gồm ba lá đài ở trên và hai lá đài có lông ở dưới. Cánh hoa dài từ 4–5 milimét (0,16–0,20 in), phần dưới dài hơn phần trên. Hai (trên bốn) nhị hoa dài.
Quả thuộc dạng quả nẻ (quả nứt), đường kính khoảng 2 milimét (0,079 in), có họa tiết hình mạng lưới ở ngoài. Hạt tía tô có thể mềm hoặc cứng, màu trắng, xám, nâu hoặc nâu sẫm và có hình cầu. 1000 hạt nặng khoảng 4 gam (0,14 oz). Hạt tía tô xanh chứa 38-45% lipid.

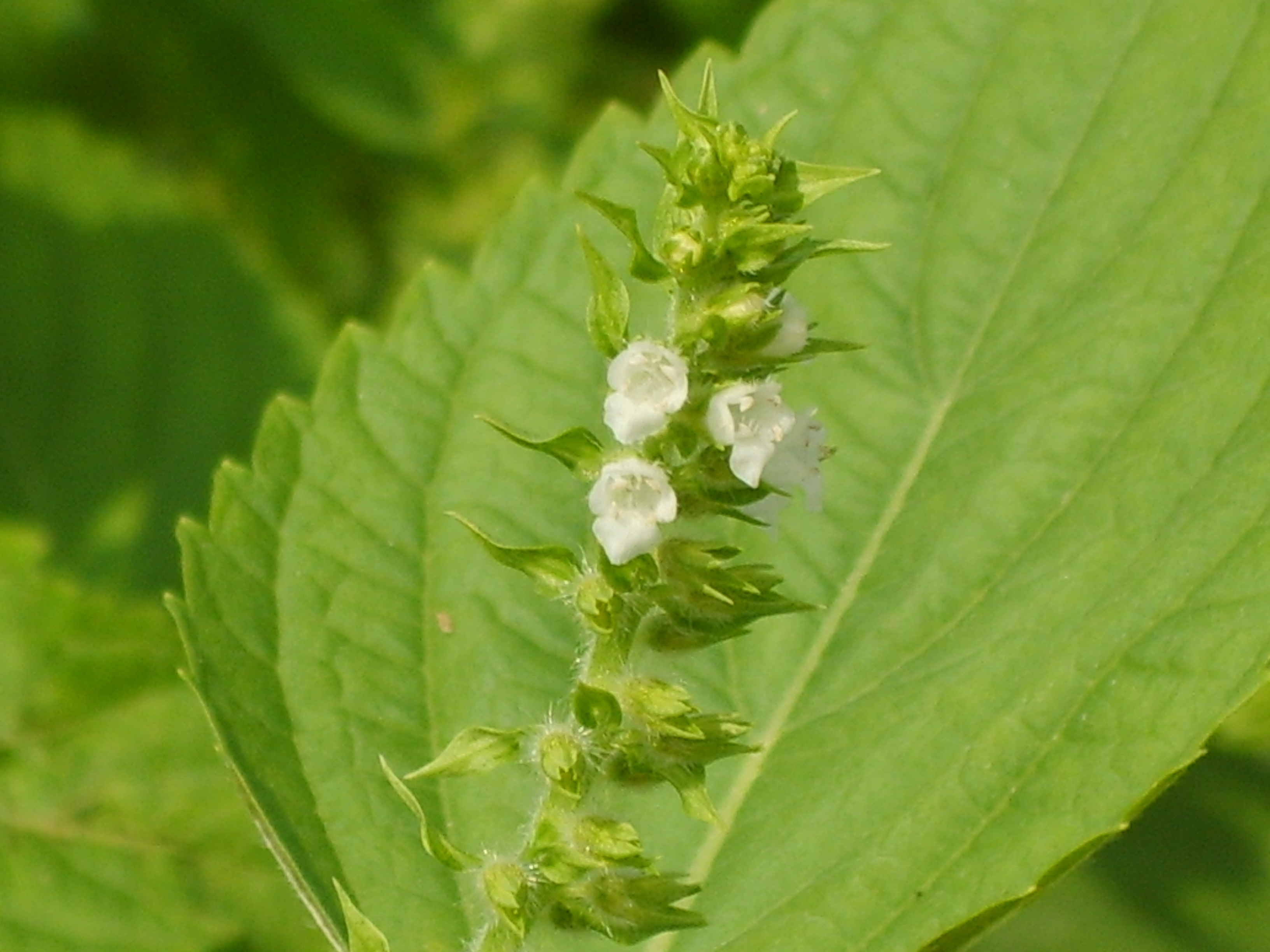
Hoa.
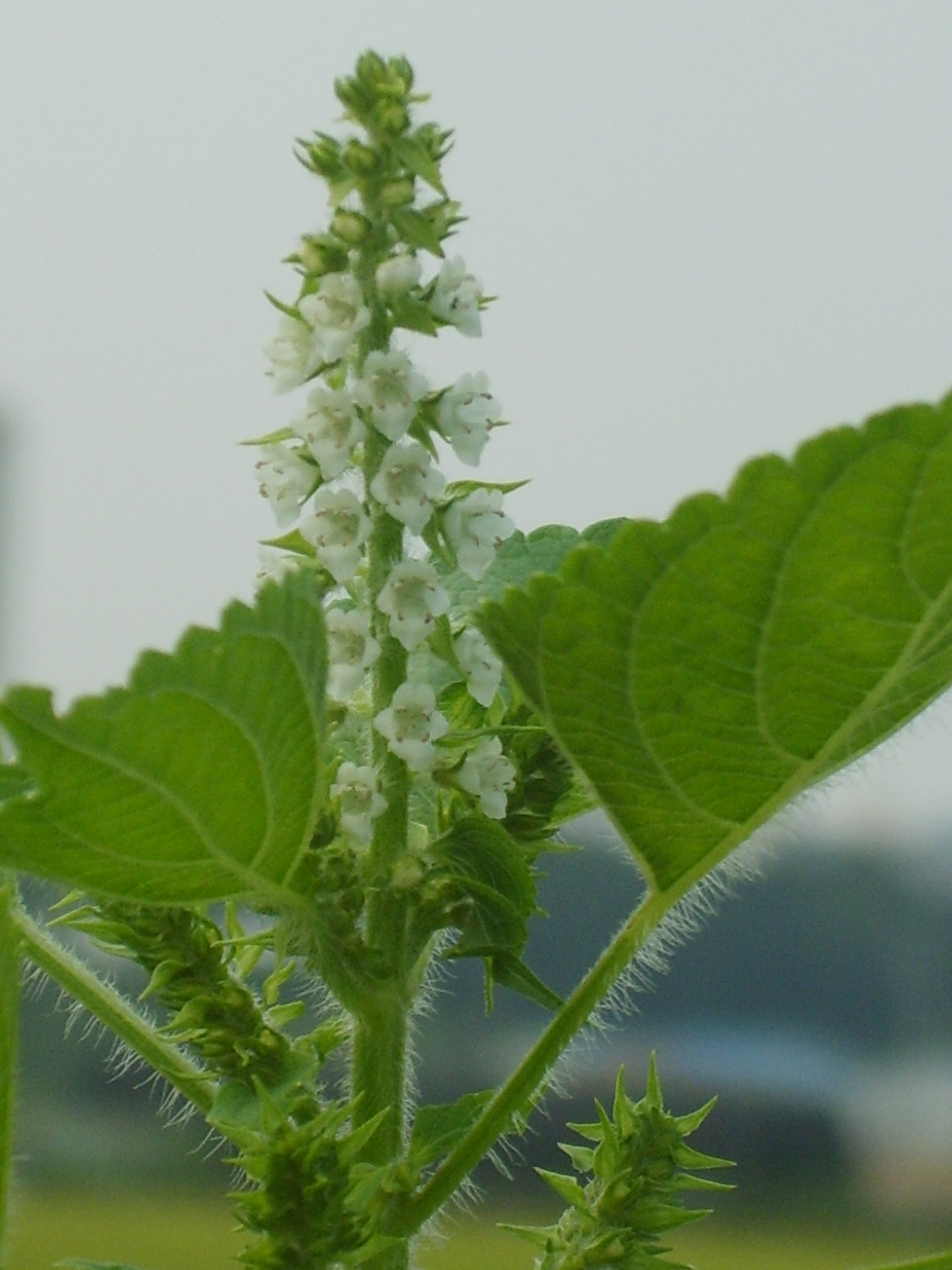
Chùm hoa.
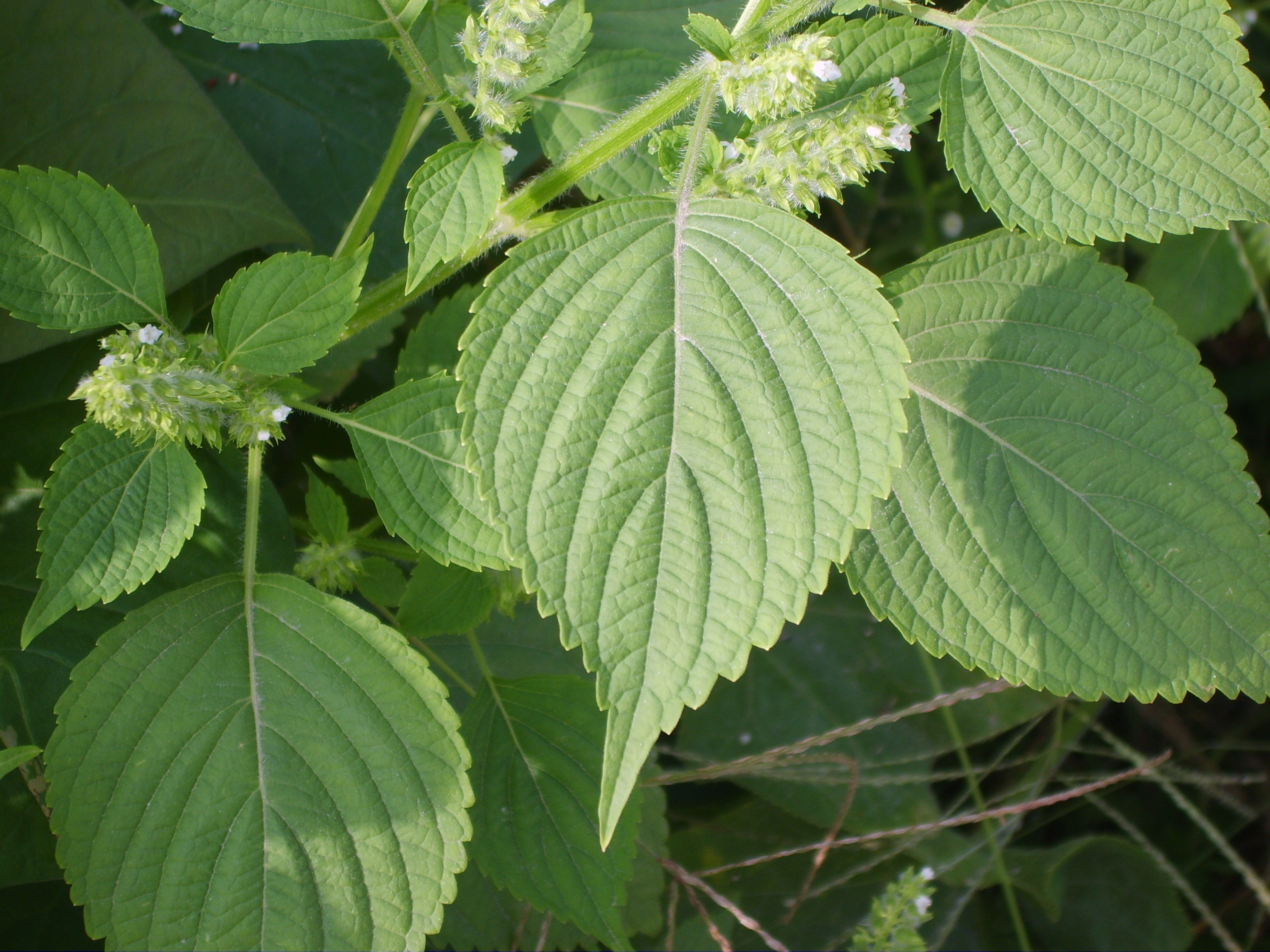
Lá.
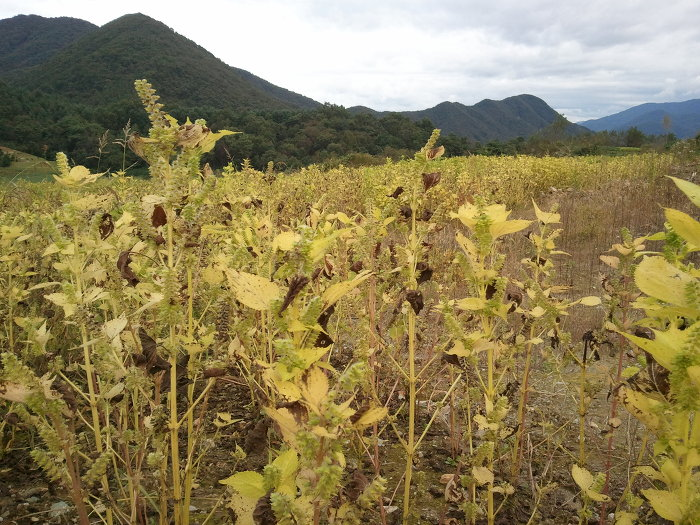
Cây đã chín (mùa thu).
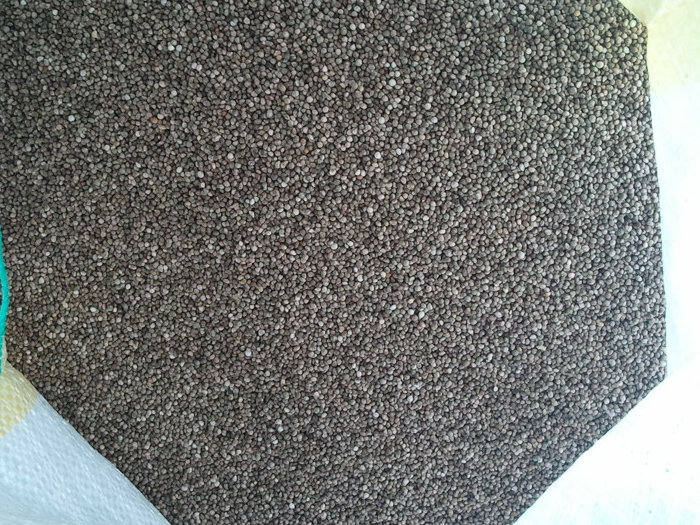
Hạt.

## Trồng trọt
Cây này được đưa đến Hàn Quốc trước thời Tân La Thống nhất, từ đó nó được trồng rộng rãi và phổ biến. Ở trạng thái tự nhiên, sản lượng của cây tía tô xanh không cao. Tuy nhiên, nếu cắt bỏ phần thân cây, để lại 5 xentimét (2,0 in) trồi lên khỏi mặt đất vào mùa hè, thân sẽ mọc lại và cho thêm quả. Lá có thể được thu hoạch từ thân cây vào mùa hè, cũng như từ thân mới mọc và các cành từ mùa hè đến mùa thu. Hạt được thu hoạch vào mùa thu khi quả chín. Để thu hoạch được hạt cây, cả cây sẽ được thu hoạch, sau đó hạt sẽ được đập ra từ cây, dàn ra và phơi khô.

## Y học cổ truyền, hóa thực vật học và độc tính
Các thứ tía tô được sử dụng trong y học cổ truyền ở Đông và Đông Nam Á. Trong y học Trung Quốc, lá của thứ P. frutescens var. crispa được sử dụng nhiều hơn var. frutescens.
Lá có mùi hương đặc trưng do có các chất Hydrocarbon, alcohol, aldehyde, furan, và xeton, cụ thể là perilla ketone, egoma ketone, and isoegoma ketone. Các hợp chất khác bao gồm perillaldehyde, limonene, linalool, caryophyllene, menthol, và alpha-Pinene. Thứ crispa có màu thân và lá khác biệt, trải từ xanh đến đỏ đến tím do có chứa anthocyanin.
Dù tía tô xanh được trồng rộng rãi và là loại rau mà con người có thể ăn được, nó lại độc đối với bò nhà và các động vật nhai lại khác, cũng như là ngựa. Ở gia súc chăn thả, các chất ketone trong cây gây hội chứng suy hô hấp cấp tính.

### Tác dụng phụ nguy hiểm
Có thể gặp phải viêm da tiếp xúc ở những người làm việc liên quan đến lá và dầu tía tô xanh. Khi tiêu thụ lượng lớn hạt đã ghi nhận trường hợp phản vệ.

## Giá trị dinh dưỡng
Hạt tía tô xanh giàu chất xơ và khoáng chất như calci, sắt, niacin, protein, và Thiamin. Lá tía tô xanh cũng giàu chất xơ và khoáng chất như calci, sắt, kali, vitamin A, vitamin C và riboflavin không kém tía tô Việt Nam; nó cũng được dùng nhiều cho các món sushi, sashimi và tempura. Dầu tía tô xanh chứa chất chống viêm, và các thành phần trong lá tía tô xanh đang được nghiên cứu để chế tạo ra thuốc chống viêm. Dầu tía tô xanh, là một trong những thực phẩm chứa nhiều axit béo Omega-3, rất tốt cho sức khỏe con người và có thể phòng chống một số chứng bệnh như bệnh tim mạch, ung thư, viêm khớp dạng thấp.

## Sử dụng

### Trong ẩm thực

#### Ấn Độ
Ở Ấn Độ, tía tô xanh được gọi là "silam" (सिलाम), thoiding (Meitei), chhawhchhi (Mizo) và bhangira (Uttarakhand). Hạt được rang và nghiện với muối, ớt và cà chua để làm nước chấm, món phụ hoặc chutney. Ẩm thực Manipuri dùng hạt đã rang và nghiền trong món salad địa phương "Singju".
Ở vùng Himalaya (Uttarakhand), hạt Bhangira (hạt tía tô xanh đã được thu hoạch) được ăn sống, dầu để nấu ăn, phần bã có thể ăn sống hoặc cho gia súc. Hạt đã rang cũng được dùng để làm món chutney cay. Lá và hạt còn dùng để tạo vị cho cà-ri.

#### Hàn Quốc
Trong ẩm thực Hàn Quốc, "kkaennip" (깻잎) được dùng như rau thơm hoặc rau ăn. Kkaennip có thể được ăn sống trong món ssam, ăn sống hoặc trần qua trong món namul, hoặc muối trong nước tương hay Doenjang để làm jangajji hay kimchi.
Deulkkae, hạt tía tô Hàn Quốc, được rang rồi nghiền thành bột gọi là deulkkae-garu (들깻가루), hoặc rang rồi ép lấy dầu. Bột deulkkae được dùng như gia vị cho guk, namul, guksu, kimchi, và eomuk. Nó còn được dùng như gomul cho các món tráng miệng: Yeot, tteok. Dầu còn được dùng để nấu nướng.

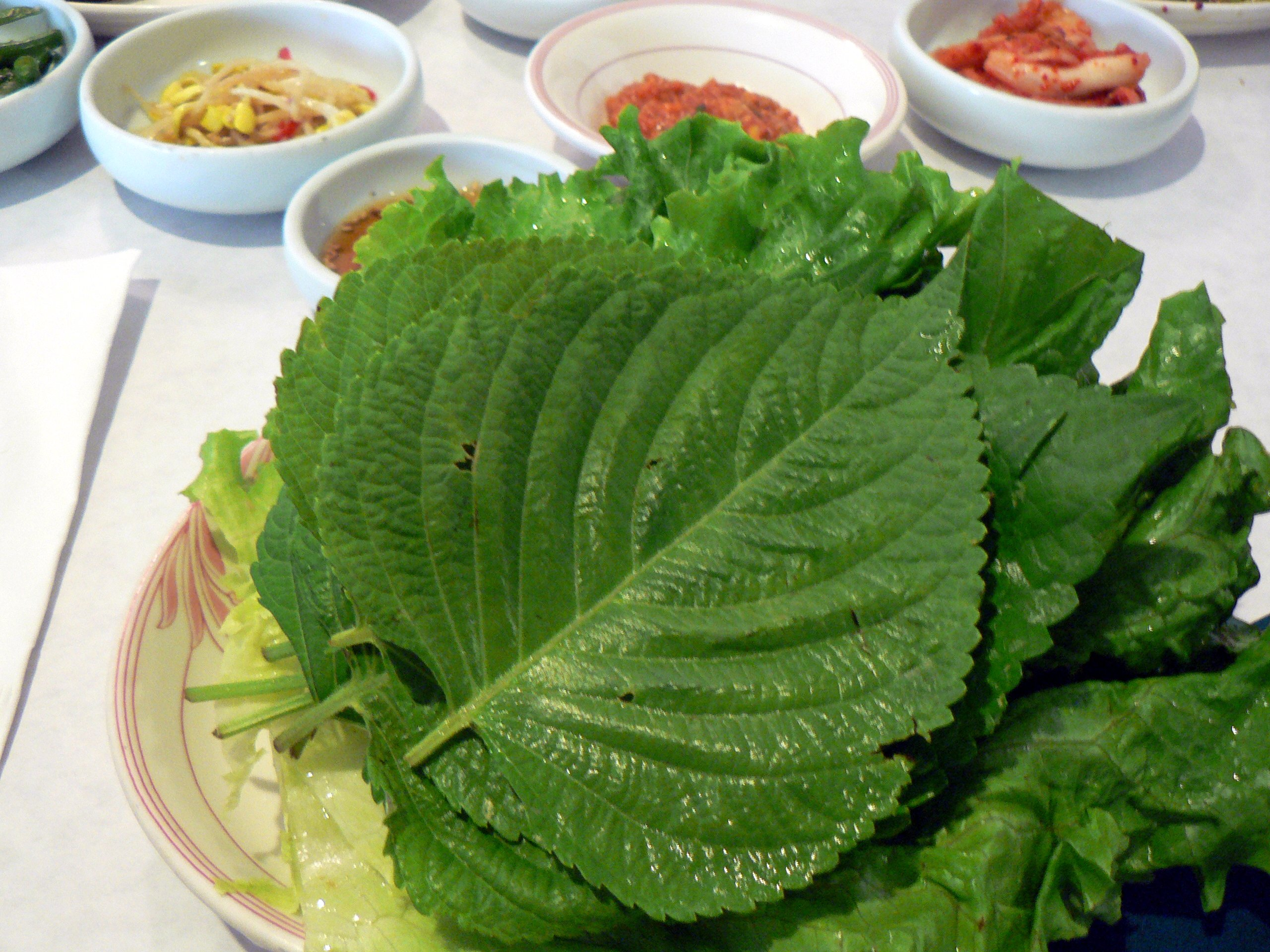
Kkaennip trong món ssam (cuốn).
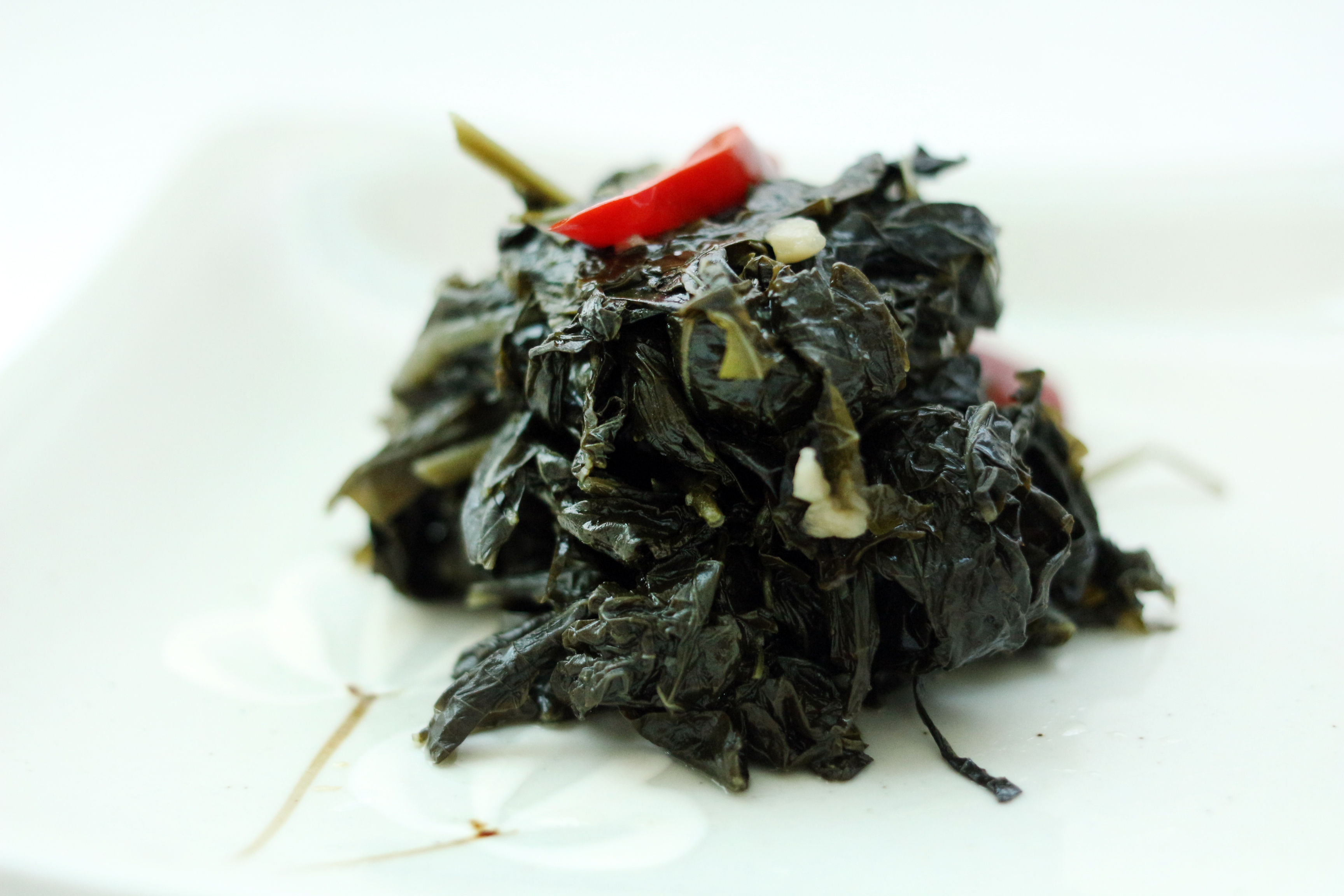
Kkaennip xào cùng dầu tía tô xanh
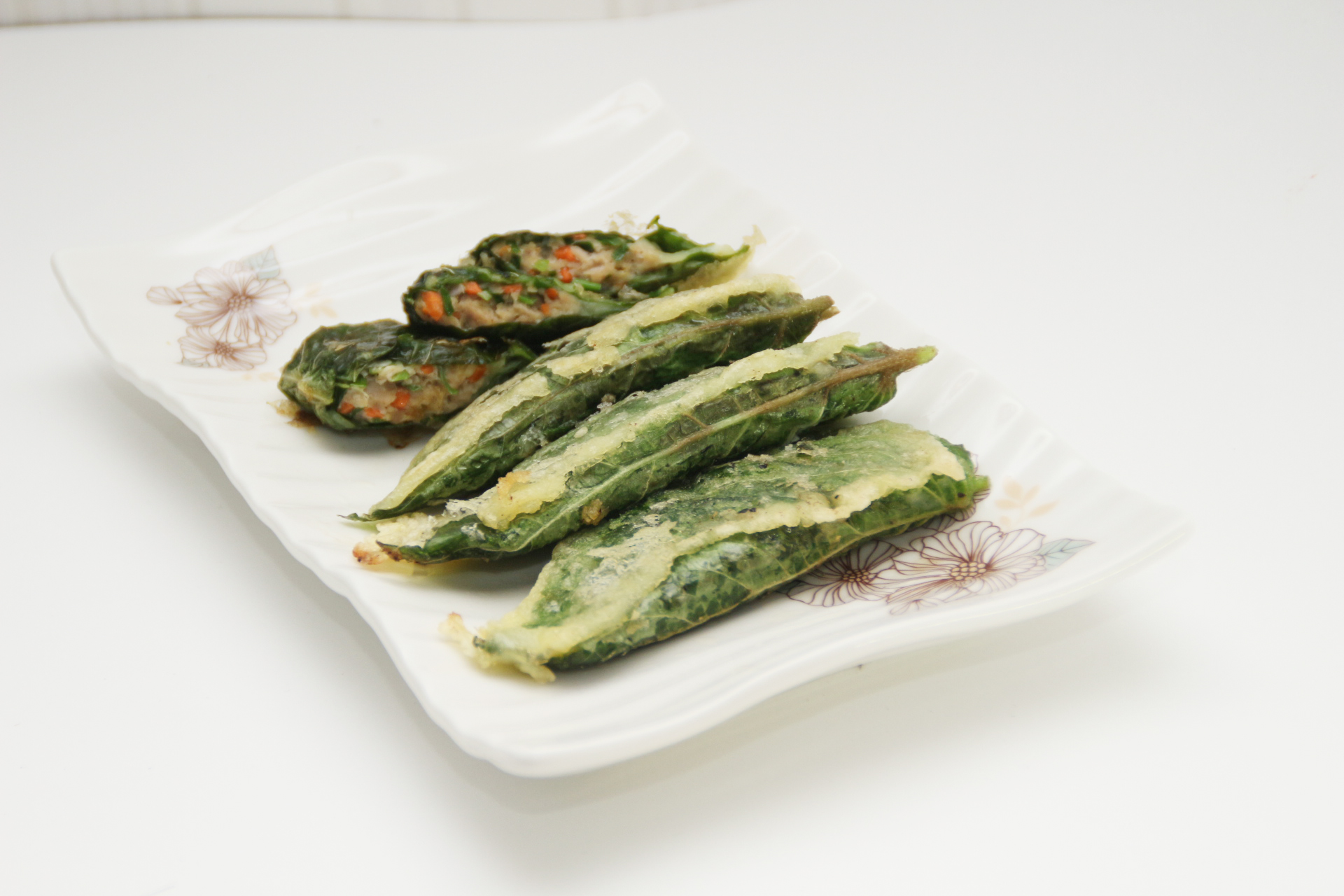
Kkaennip-jeon (bánh lá tía tô xanh rán).
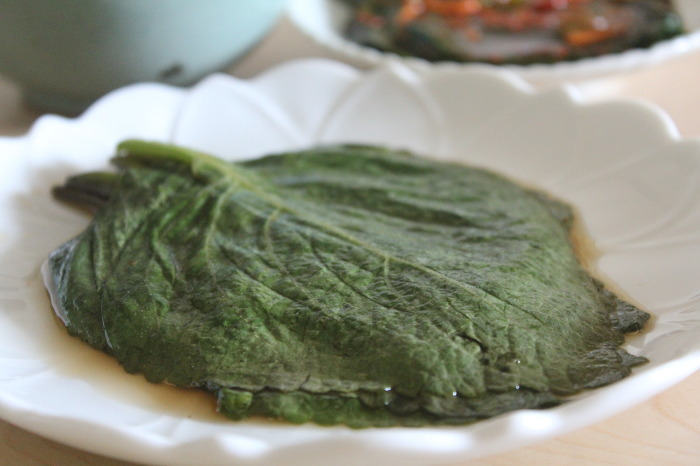
Kkaennip-jangajji (lá tía tô xanh muối).
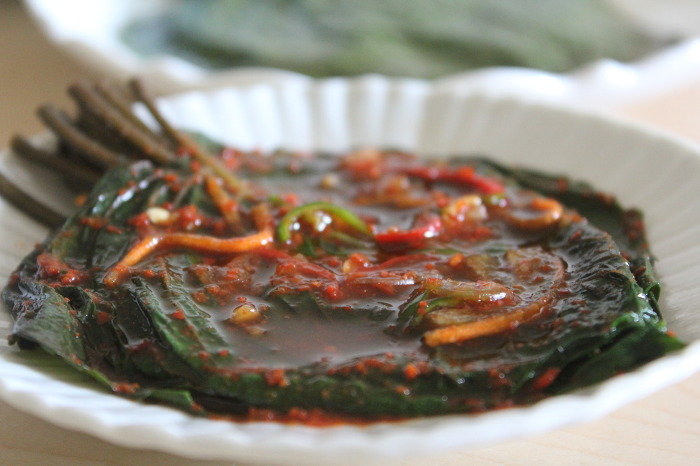
Kkaennip-kimchi (kim chi tía tô xanh).
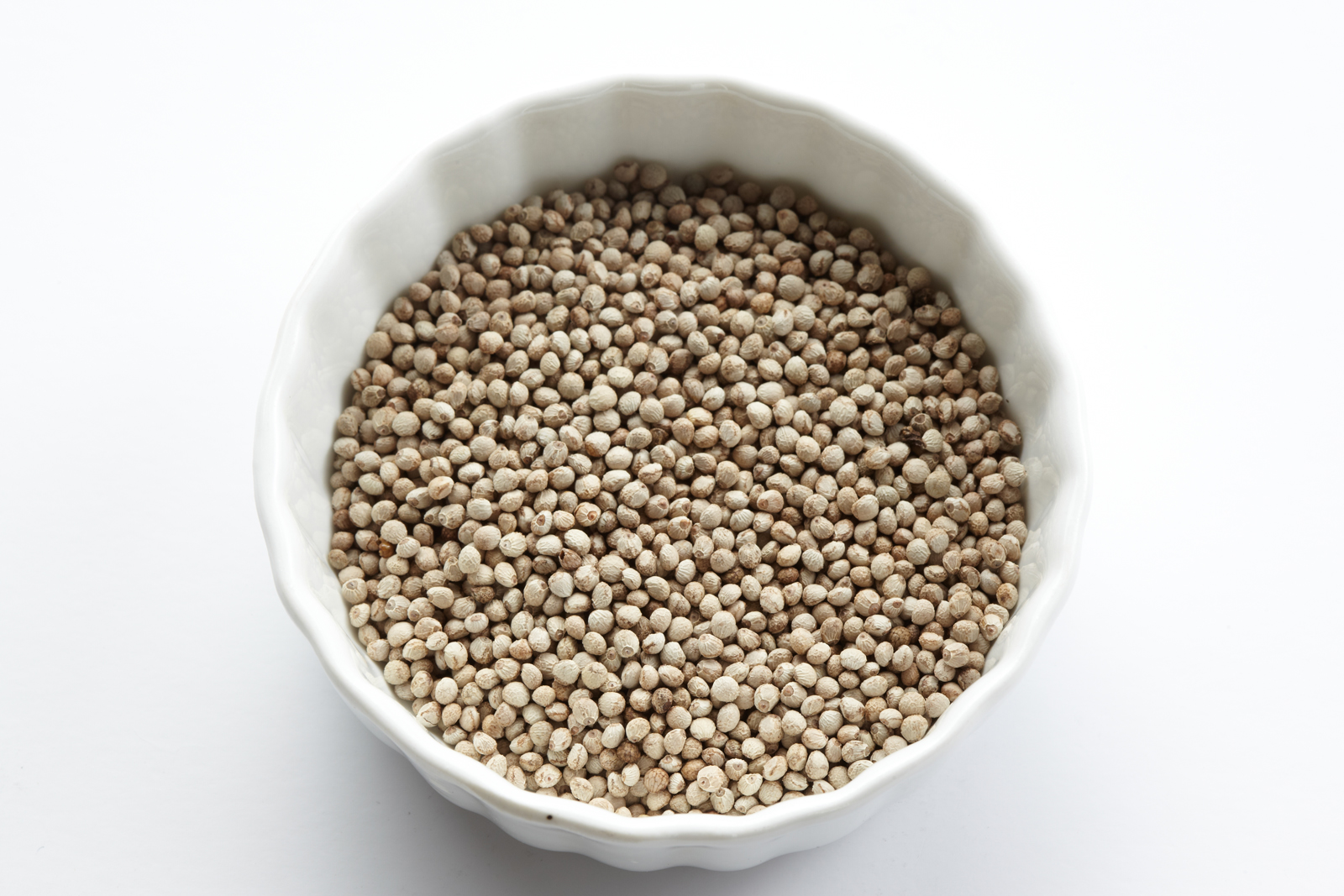
Deulkkae (Hạt tía tô xanh).
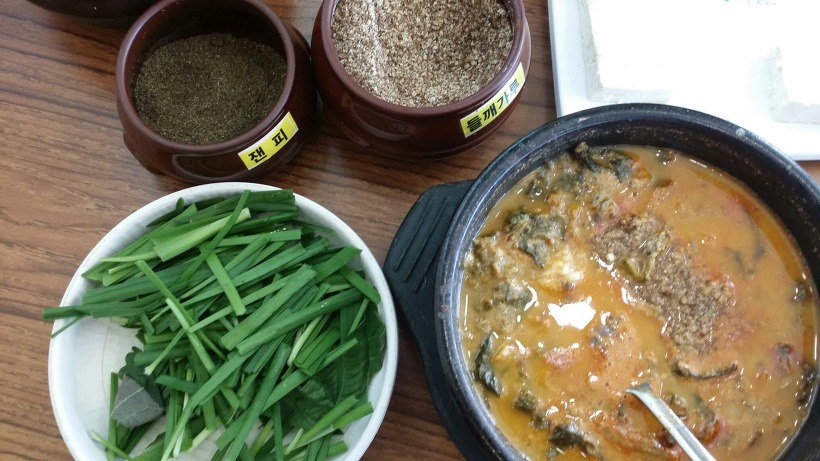
Chueo-tang (canh chạch) ăn với chopi (hoa tiêu Nhật Bản) và deulkkae-garu (bột tía tô xanh).
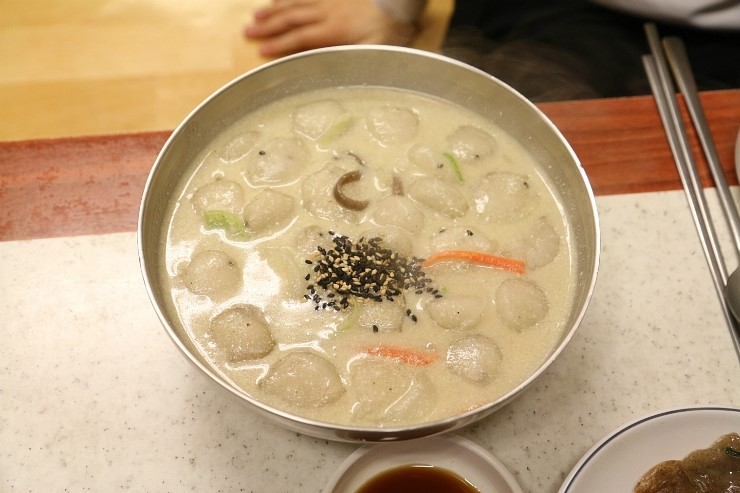
Gamja-ongsimi (canh bột khoai tây) luộc cùng deulkkae-garu.
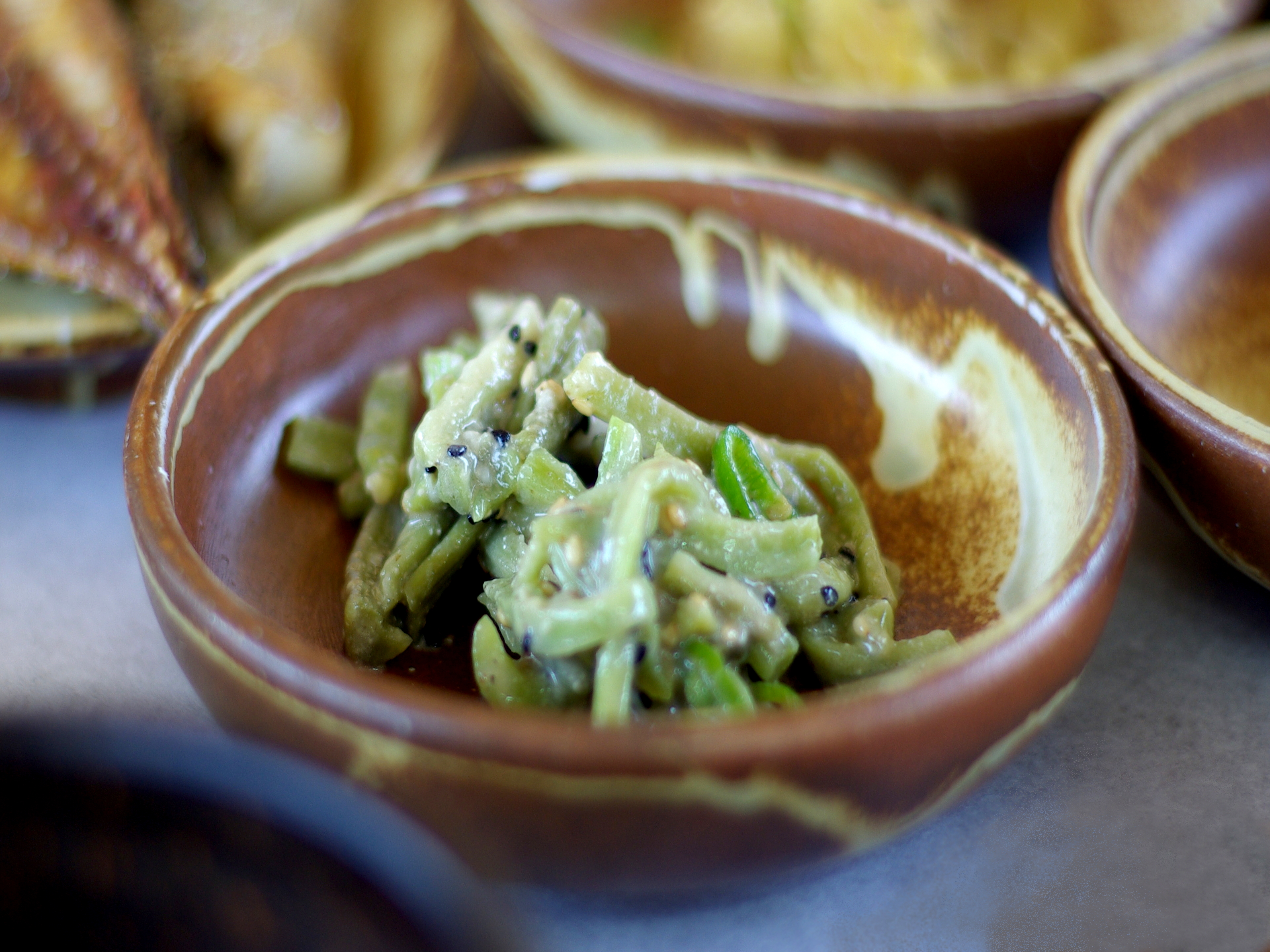
Goguma-sun-deulkkae-muchim (Rau lang trộn cùng deulkkae-garu)

#### Nepal
Ở Nepal, tía tô xanh được gọi là silam (सिलाम). Hạt tía tô xanh được rang và nghiền cùng với muối, ớt và cà chua để làm sốt chấm hoặc hutney.

#### Nhật Bản
Một cách chế biến ở Fukushima, gọi là shingorō, các bánh gạo tẻ được đập qua, xiên lại, phết miso, hòa với hạt jūnen đã rang và nghiền, nướng trên than. Người Nhật dùng cả hai loại lá tía tô xanh và tím để ăn sushi, sashimi và tempura.

### Trung Quốc
Trong ẩm thực Mãn Châu, lá tía tô xanh được dùng để làm efen (ᡝᡶᡝᠨ; "bánh bao hấp"). Thường được dịch sang tiếng Trung là "sūhàozǐ" (苏耗子), "zhānhàozǐ" (粘耗子), hay "sūyè bōbō" (苏叶饽饽; "bánh bao tía tô"), bánh bao tía tô được làm từ vỏ nặn bằng bột cao lương hoặc bột nếp nhồi đậu đỏ và cuốn trong lá tía tô xanh. Món này liên quan đến Ngày Tuyệt Lương (绝粮日), một ngày lễ truyền thống ở Mãn Châu tổ chức vào ngày thứ 26 của tháng thứ 8 âm lịch.

### Trong y học
Tía tô xanh được dùng để chữa các chứng liên quan đến hô hấp và tiêu hóa, nó còn được nghiên cứu để chế tạo ra thuốc chữa ung thư.

## Dầu từ hạt
Dầu tía tô xanh ép từ hạt đã rang có mùi vị béo bùi, được dùng để làm gia vị và nấu nướng. Dầu ép từ hạt chưa rang được dùng cho những mục đích ngoài nấu nướng. Phần bã sau khi ép có thể dùng làm phân bón tự nhiên hay thức ăn chăn nuôi.